# FC Infonet Tallinn
Der FC Infonet Tallinn ist ein estnischer Fußballverein aus der Hauptstadt Tallinn.

## Vereinsgeschichte
Der Verein wurde im Jahr 2002 gegründet und fusionierte im Jahr 2010 mit dem FC Atletik Tallinn und dem FC Bercy Tallinn. Der Verein spielt seit 2013 in der ersten estnischen Liga, der Meistriliiga. Am Ende der Spielzeit 2011 konnte sich der Klub aus Tallinn mit Platz 2 für die Relegationsspiele der Meistriliiga qualifizieren, verlor dort allerdings gegen den FC Kuressaare. 2012 schaffte man dann allerdings als Meister den Aufstieg in die höchste Spielklasse Estlands. Am 20. Juni 2015 besiegte Infonet den unterklassigen Verein Virtsu JK in der ersten Runde des Estonia Cup’s und sicherte sich mit einem 36:0 den höchsten Sieg in einem europäischen nationalen Vereinswettbewerb. Der Verein zog mit dem schottischen Fußballverein FC Arbroath gleich, die 1885 ebenfalls ein Pokalspiel gegen Bon Accrod mit 36:0 gewannen.

## Kader der Saison 2017
Stand 18. Juli 2017
| Nr. |          | Position | Name                   |
| --- | -------- | -------- | ---------------------- |
| 1   | Estland  | TW       | Matvei Igonen          |
| 2   | Estland  | AB       | Andrei Kalimullin ()   |
| 3   | Estland  | AB       | Roman Nesterovski      |
| 4   | Estland  | AB       | Vladimir Avilov        |
| 5   | Ghana    | AB       | Ofosu Appiah           |
| 7   | Estland  | AB       | Aleksandr Volodin      |
| 8   | Estland  | ST       | Vladimir Voskoboinikov |
| 9   | Russland | MF       | Evgeny Kharin          |
| 10  | Armenien | MF       | Aleksandr Tumasyan     |
| 11  | Russland | MF       | Kirill Nesterov        |

| Nr. |          | Position | Name                |
| --- | -------- | -------- | ------------------- |
| 12  | Estland  | AB       | Aleksandr Kulinitš  |
| 15  | Estland  | MF       | Eduard Golovljov    |
| 16  | Estland  | TW       | Mihhail Lavrentjev  |
| 20  | Estland  | MF       | Pavel Dõmov         |
| 21  | Russland | MF       | Sergei Tumasyan     |
| 22  | Estland  | ST       | Artur Rättel        |
| 23  | Estland  | AB       | Dmitri Kruglov      |
| 26  | Estland  | MF       | Timur Bulavkin      |
| 27  | Estland  | MF       | Aleksandr Dmitrijev |
| 99  | Estland  | ST       | Albert Prosa        |

## Erfolge
- Estnische Meisterschaft (1): 2016
- Estnischer Pokal (1): 2017
- Estnischer Supercup (1): 2017